# Oskari Sallinen
Oskari Sallinen (22 juni 2001) is een Fins voetballer die als middenvelder voor KuPS Kuopio speelt.

## Carrière
Oskari Sallinen speelde tot 2017 in de jeugd van JJK Jyväskylä, waar hij in 2017 ook enkele wedstrijden in het tweede elftal, FC Villiketut, speelde. Hij debuteerde voor JJK Jyväskylä in de Veikkausliiga op 15 juni 2017, in de met 4-0 verloren uitwedstrijd tegen HJK Helsinki. In het seizoen 2017/18 werd Sallinen met een optie tot koop verhuurd aan FC Groningen, waar hij in de jeugd speelde. Groningen maakte gebruik van deze optie, waarna hij een contract tot medio 2020 tekende. Op 16 februari 2019 debuteerde hij voor Jong FC Groningen in de Derde divisie zaterdag, in de met 0-2 gewonnen uitwedstrijd tegen VV Eemdijk. Nadat zijn contract bij Groningen in 2020 afliep, keerde hij terug naar Finland. Hij tekende een contract bij KuPS Kuopio, waar hij ook in het tweede elftal, SC KuFu-98 speelt.

### Statistieken
| Seizoen                       | Club              | Land           | Competitie         | Competitie | Competitie | Beker | Beker | Totaal | Totaal |
| Seizoen                       | Club              | Land           | Competitie         | Wed.       | Dlp.       | Wed.  | Dlp.  | Wed.   | Dlp.   |
| ----------------------------- | ----------------- | -------------- | ------------------ | ---------- | ---------- | ----- | ----- | ------ | ------ |
| 2017                          | FC Villiketut     | Finland        | Kakkonen           | 4          | 0          | –     | –     | 4      | 0      |
| 2017                          | JJK Jyväskylä     | Finland        | Veikkausliiga      | 1          | 0          | 0     | 0     | 1      | 0      |
| 2018/19                       | Jong FC Groningen | Nederland      | Derde divisie zat. | 2          | 0          | –     | –     | 2      | 0      |
| 2020                          | KuPS Kuopio       | Finland        | Veikkausliiga      | 0          | 0          | 0     | 0     | 0      | 0      |
| 2020                          | SC KuFu-98        | Finland        | Kakkonen           | 6          | 0          | –     | –     | 6      | 0      |
| Carrièretotaal                | Carrièretotaal    | Carrièretotaal | Carrièretotaal     | 13         | 0          | 0     | 0     | 13     | 0      |
| Bijgewerkt op 1 december 2020 |                   |                |                    |            |            |       |       |        |        |